# بيروت بالليل (فلم)
بيروت بالليل هو فيلم لبناني أنتج عام 2011. هو الفيلم الروائي الثالث لمخرجته دانيال عربيد. عُرض الفيلم لأول مرة في 4 آب 2011 في مهرجان لوكارنو السينمائي .

## الاحداث
زها مغنية شابة تحاول أن تتحرر من زوجها. ماثيو محامي فرنسي يزور لبنان. يلتقي ماثيو وزها في إحدى الملاهي الليلية في بيروت. خلال الأيام التالية تُثار الشكوك حول ضلوع ماثيو في أعمال جاسوسية، بينما تتفاقم المشاكل بين زها وزوجها حيث تحاول أن تتخلص منه. برغم كل هذه الصعوبات تعيش زها وماثيو قصة حب لا تخلو من المشاكل والعنف.

## طاقم التمثيل
- دارين حمزة بدور زها
- رودني الحداد بدور هشام
- كارل صرفيديس بدور ربيع
- شارل برلينغ بدور ماثيو
- فادي ابي سمرا بدور عباس

## وصلات خارجية
- مقالات تستعمل روابط فنية بلا صلة مع ويكي بيانات

.